# Sedefada
Sedefada o isola di Sedef (in turco Sedef Adası, letteralmente "isola della madreperla"; in greco Τερέβυνθος?, Terebinthos, e anticamente anche Androvitha o Andircuithos) è una delle nove isole che compongono le Isole dei Principi nel Mar di Marmara, vicino a Istanbul, in Turchia. Sedef Adası è amministrativamente affiliata alla mahalle di Büyükada del distretto di Adalar di Istanbul.
Con una superficie di 0,157 km², è una delle isole più piccole dell'arcipelago. L'isola è per lo più di proprietà privata e le attuali pinete sono state in gran parte piantate dal proprietario Şehsuvar Menemencioğlu, che acquistò l'isola nel 1956 e che ha avuto un ruolo importante nell'imposizione di un rigido codice edilizio per garantire la protezione della natura e dell'ambiente dell'isola. Non è consentito costruire case con più di 2 piani.
Il nome greco dell'isola, Terebinthos, significa "trementina", il che suggerisce una presenza significativa dell'albero della trementina o terebinto in tempi passati. Nell'857 d.C. il patriarca Ignazio I di Costantinopoli fu mandato in esilio sull'isola, dove fu imprigionato per 10 anni prima di essere rieletto patriarca nell'867 d.C..